# Ванель, Габриель Мари Этьенн
Габрие́ль Мари́ Этье́нн Ване́ль (фр. Gabriel Marie Étienne Vanel, 12 января 1925 года, Ампюи, Франция – 1 марта 2013 года) — католический прелат, военный ординарий Франции с 21 апреля 1970 года по 12 февраля 1983 год, архиепископ Оша с 21 июня 1985 год по 1 марта 1996 год.

## Биография
29 июня 1949 года Габриель Ванель был рукоположен в священника. Капеллан 27-й горной дивизии и главный капеллан французских оккупационных войск в Германии с 1964 по 1970 год.
21 апреля 1970 года Римский папа Павел VI назначил Габриеля Ванеля епископом военного ординариата Франции и титулярным епископом Роты. 13 июня 1970 года в состоялось рукоположение Габриеля Ванеля в епископа, которое совершил епископ Байё Жан-Мари-Клемен Бадре в сослужении с епископом Байонны Жаном-Полем-Мари Винсеном и военным ординарием Германии Францем Хенгбахом. 12 февраля 1983 года Габриель Ванель подал в отставку с должности военного ординария Франции.
21 июня 1985 года Римский папа Иоанн Павел II назначил Габриеля Ванеля архиепископом Оша. 1 марта 1996 года подал в отставку.
Скончался 1 марта 2013 года.